# Козлодуй (община)
43°46′32″ пн. ш. 23°43′29″ сх. д. / 43.77556° пн. ш. 23.72472° сх. д.
Козлодуй (болг. Община Козлодуй) — община у Болгарії. Входить до складу Врачанської області. Населення становить 21 920 осіб (станом на 15 березня 2016 р.). Адміністративний центр громади — однойменне місто.

## Склад общини
До складу общини входить 5 населених пунктів:
1. Бутан
2. Гложене
3. Козлодуй
4. Крива Бара
5. Хирлець